# Aparallactus capensis
Espèce
Synonymes
- Aparallactus luebberti Sternfeld, 1910
- Aparallactus punctatolineatus Boulenger, 1895
- Aparallactus bocagii Boulenger, 1895

Statut de conservation UICN

 LC  : Préoccupation mineure
Aparallactus capensis est une espèce de serpents de la famille des Lamprophiidae. 

## Répartition
Cette espèce se rencontre :
- en Afrique du Sud ;
- au Swaziland ;
- au Botswana ;
- en Namibie ;
- en Angola ;
- au Zimbabwe ;
- au Mozambique ;
- en République démocratique du Congo ;
- au Malawi ;
- en Tanzanie ;
- en Zambie.

## Liste des sous-espèces
Selon The Reptile Database (12 février 2014) :
- Aparallactus capensis bocagei Boulenger, 1895
- Aparallactus capensis capensis Smith, 1849
- Aparallactus capensis luebberti Sternfeld, 1910
- Aparallactus capensis punctatolineatus Boulenger, 1895

## Description
C'est un serpent venimeux.

## Étymologie
Son nom d'espèce, composé de cap et du suffixe latin -ensis, « qui vit dans, qui habite », lui a été donné en référence au lieu de sa découverte, la province du Cap. La sous-espèce Aparallactus capensis bocagei est nommée en l'honneur de José Vicente Barbosa du Bocage.

## Publications originales
- (en) Boulenger, 1895 : Descriptions of two new snakes from Usambara, German East Africa. Annals and magazine of natural history, sér. 6, vol. 16, p. 171-173 (texte intégral).
- (en) Smith, 1849 : Illustrations of the zoology of South Africa, consisting chiefly of figures and descriptions of the objects of natural history collected during an expedition into the interior of South Africa, in the years 1834, 1835, and 1836; fitted out by "The Cape of Good Hope Association for Exploring Central Africa" : together with a summary of African zoology, and an inquiry into the geographical ranges of species in that quarter of the globe, vol. 3, Appendix.
- (de) Sternfeld, 1910 : Zur Schlangenfauna Deutsch-Südwestafrikas. Mehrere Fälle von Mimikry bei afrikanischen Schlangen. Mitteilungen aus dem Zoologischen Museum in Berlin, vol. 5, p. 51-60 (texte intégral).